# John Steppling
John Steppling (né le 8 août 1870 à Essen, dans le royaume de Prusse et mort le 5 avril 1932 à Hollywood aux États-Unis) est un acteur et réalisateur germano-américain .

## Biographie
John Steppling est le grand-père du dramaturge John Steppling.

## Filmographie

### Comme acteur

#### Années 1910
- 1912 : A Little Louder, Please!
- 1912 : When a Man's Married
- 1912 : Teaching a Liar a Lesson : Le menteur
- 1912 : All in the Family : Le père
- 1912 : The Doctor
- 1912 : In Quarantine
- 1912 : Billy Changes His Mind : Billy McGrath
- 1912 : The Mis-Sent Letter : Isaac Silverman
- 1912 : Billy and the Butler
- 1912 : A Guardian's Luck
- 1912 : The Butterfly Net
- 1912 : Down Jayville Way
- 1912 : Cupid's Quartette
- 1912 : Mr. Tibbs' Cinderella : Mr. Tibbs
- 1912 : Billy McGrath's Love Letters : Billy McGrath
- 1912 : The Mixed Sample Trunk
- 1912 : The Adventure of the Button
- 1912 : Well Matched : Tom West
- 1912 : The Redemption of Slivers
- 1912 : A Mistaken Calling
- 1912 : Bringing Father Around : Père
- 1912 : The Thrifty Parson
- 1912 : Miss Simkins' Summer Boarder : Jack Richards
- 1912 : The Fisherman's Luck
- 1912 : A Money?
- 1912 : Alimony
- 1912 : House of Pride
- 1912 : Billy McGrath's Art Career : Billy McGrath
- 1912 : Almost a Man
- 1912 : Giuseppe's Good Fortune : Isaac
- 1912 : Love Through a Lens
- 1912 : Bill Mixes with His Relations
- 1913 : The Heiress : Jimmy
- 1913 : Alkali Ike in Jayville
- 1913 : Hypnotism in Hicksville : Neveu Ned
- 1913 : Love and Lavallieres
- 1913 : Don't Lie to Your Husband
- 1913 : Odd Knots
- 1913 : The Girl in the Case
- 1913 : The Gum Man
- 1913 : Lady Audley's Jewels
- 1913 : Billy McGrath on Broadway : Billy McGrath
- 1913 : The Trail of the Itching Palm : Jack Peabody
- 1913 : The Will-Be Weds : Jack Collins
- 1913 : The Wardrobe Lady : Joe Stoddard
- 1913 : Found Out
- 1913 : The Capture
- 1913 : The Rival Salesmen
- 1913 : Cousin Jane : Tom Allen
- 1913 : Boosting Business
- 1913 : Into the North
- 1913 : On the Job
- 1913 : Let No Man Put Asunder
- 1913 : The Star : La Star
- 1913 : King Robert of Sicily : Pope Urbane of Rome
- 1913 : Tess of the D'Urbervilles : John Durbeyfield
- 1913 : In the Bishop's Carriage, de J. Searle Dawley et Edwin S. Porter : Mr. Ramsey
- 1913 : Caprice, de J. Searle Dawley
- 1914 : When Ursus Threw the Bull
- 1914 : Twixt Love and Flour (it) d'Al Christie
- 1914 : His Royal Pants
- 1914 : Scooped by a Hencoop (it) d'Al Christie
- 1914 : One of the Finest (it) d'Al Christie
- 1914 : She Was Only a Working Girl (it) d'Al Christie
- 1914 : The Wrong Miss Wright (it)
- 1914 : When the Girls Joined the Force (it) d'Al Christie
- 1914 : Footprints of Mozart
- 1914 : Mein Lieber Katrina
- 1914 : Jim de Tom Ricketts
- 1914 : The Little House in the Valley
- 1914 : Mein Lieber Katrina Catches a Convict
- 1914 : The Lure of the Sawdust
- 1914 : The Broken Barrier
- 1914 : All on Account of a Jug
- 1914 : At the End of a Perfect Day
- 1914 : The Widow
- 1914 : The Butterfly
- 1914 : False Gods
- 1914 : This Is th' Life
- 1914 : Damaged Goods : Senator Locke
- 1914 : Lola
- 1914 : Down by the Sea
- 1914 : Daphnia
- 1914 : Daylight
- 1914 : The Final Impulse
- 1914 : Blue Knot, King of Polo
- 1914 : The Ruin of Manley
- 1914 : A Slice of Life
- 1914 : The Stolen Masterpiece
- 1914 : The Archeologist
- 1914 : The Beggar Child
- 1914 : The Silent Way
- 1914 : When a Woman Waits
- 1915 : The Tin Can Shack
- 1915 : The Castle Ranch
- 1915 : Restitution
- 1915 : The Alarm of Angelon
- 1915 : The Crucifixion of Al Brady
- 1915 : Justified : Sheriff Lacey
- 1915 : Saints and Sinners
- 1915 : The Decision
- 1915 : The Derelict : P.G. Wilke, Esq.
- 1915 : The Truth of Fiction : Bill Burton
- 1915 : Reformation
- 1915 : His Brother's Debt
- 1915 : The Wishing Stone
- 1915 : One Summer's Sequel
- 1915 : The Face Most Fair
- 1915 : The Broken Window
- 1915 : The Greater Strength
- 1915 : Reprisal
- 1915 : The Resolve
- 1915 : The Guiding Light
- 1915 : By Whose Hand?
- 1915 : High Cost of Flirting
- 1915 : The Zaca Lake Mystery
- 1915 : The Deception
- 1915 : Detective Blinn
- 1915 : Comrades Three
- 1915 : Love and Labor
- 1915 : What's in a Name?
- 1915 : The Jilt
- 1915 : Mixed Wires
- 1915 : Uncle Heck, by Heck!
- 1915 : A Bully Affair
- 1915 : When His Dough Was Cake
- 1915 : Cats, Cash and a Cook Book
- 1915 : Aided by the Movies
- 1915 : An Auto-Bungalow Fracas
- 1915 : Billy Van Deusen's Campaign
- 1915 : The Drummer's Trunk
- 1915 : Billy Van Deusen and the Merry Widow
- 1915 : Pretenses
- 1915 : Billy Van Deusen's Last Fling
- 1915 : A Girl, a Guard, and a Garret : Martin Fowler
- 1915 : Making a Man of Johnny
- 1915 : Kiddus, Kids and Kiddo
- 1916 : Billy Van Deusen's Shadow
- 1916 : Johnny's Birthday
- 1916 : Billy Van Deusen's Wedding Eve
- 1916 : Billy Van Deusen and the Vampire
- 1916 : The Battle of Cupidovitch
- 1916 : Too Much Married
- 1916 : Johnny's Jumble
- 1916 : Billy Van Deusen's Muddle
- 1916 : Peanuts and Powder
- 1916 : Number Please?
- 1916 : Bugs and Bugles
- 1916 : Billy Van Deusen's Ancestry
- 1916 : Skelly's Skeleton
- 1916 : Billy Van Deusen's Fiancee
- 1916 : Adjusting His Claim
- 1916 : The Comet's Come-Back
- 1916 : Billy Van Deusen's Operation : Billy Van Deusen
- 1916 : Billy Van Deusen's Egg-Spensive Adventure : Billy Van Deusen
- 1916 : The House on Hokum Hill
- 1916 : When Adam Had 'Em
- 1916 : Billy Van Deusen's Masquerade
- 1916 : Two Slips and a Miss
- 1916 : In the Land of the Tortilla
- 1916 : Gamblers in Greenbacks
- 1916 : Dare-Devils and Danger
- 1916 : Billy Van Deusen, Cave Man
- 1916 : That Sharp Note
- 1916 : Miss Jackie of the Navy : Rôle indéterminé
- 1917 : Mademoiselle Papillon (The Butterfly Girl) : Heinie
- 1917 : The Promise : Fallon
- 1917 : The Girl Who Couldn't Grow Up : Herbert Brockman
- 1917 : Politics in Pumpkin Center
- 1918 : A Man's Man : Neddy Jerome
- 1918 : The Guilty Man : Jean Michaud
- 1918 : Restitution : Nero
- 1918 : Bonsoir, Paul (en) (Good Night, Paul) de Walter Edwards : Batiste Boudeaux
- 1918 : Cupid by Proxy : Mr. Stewart
- 1918 : La Petite Vivandière (Johanna Enlists), de William D. Taylor : Maj. Wappington
- 1918 : The Road Through the Dark : Antoine Jardee
- 1918 : A Lady's Name de Walter Edwards: Bird
- 1919 : Les Trois Prétendants (en) (The Rescuing Angel) de Walter Edwards
- 1919 : Life's a Funny Proposition : Tobias
- 1919 : The Divorce Trap : Jacob Harmon
- 1919 : Fools and Their Money : Chef
- 1919 : Lombardi, Ltd. : Max Strohan
- 1919 : Restez, mademoiselle ! (en) (Luck in Pawn) de Walter Edwards : Abraham Armsberg

#### Années 1920
- 1920 : Live Sparks : Jacob Abbott
- 1920 : The Inferior Sex : George Mott / Smith
- 1920 : La Danseuse étoile (The Heart of a Child) de Ray C. Smallwood : Joe Mosenstein
- 1920 : Number 99 : Stephen Schuyler
- 1920 : Sick Abed : John Weems
- 1920 : The County Fair : Otis Tucker
- 1920 : The Husband Hunter : Kelly
- 1920 : Madame Peacock de Ray C. Smallwood : Rudolph Cleeberg
- 1920 : Billions : Isaac Colben
- 1921 : Black Beauty : Squire Gordon
- 1921 : Nobody's Kid : Dr Rudd
- 1921 : The Silver Car : Vicar
- 1921 : Garments of Truth : Deacon Ballantine
- 1921 : The Hunch : John C. Thorndyke
- 1922 : Extra! Extra! : Haskell
- 1922 : Glass Houses : L'avocat
- 1922 : Too Much Business de Jess Robbins : Simon Stecker
- 1922 : Confidence : Henry Tuttle
- 1922 : The Sin Flood : Swift
- 1923 : Let's Go : Andrew J. Macklin
- 1923 : Bell Boy 13 : Uncle Ellrey Elrod
- 1923 : What a Wife Learned : Maxfield
- 1923 : Le Mur (The Man Next Door) de Victor Schertzinger : David Wisner
- 1923 : A Man's Man (it) d'Oscar Apfel : Neddy Jerome
- 1923 : Le Roi de l'air (Going Up) de Lloyd Ingraham : William Douglas
- 1924 : The Dramatic Life of Abraham Lincoln
- 1924 : The Breathless Moment : Banker Day
- 1924 : The Galloping Fish : Cato Dodd
- 1924 : Folle Jeunesse (The Reckless Age) de Harry A. Pollard : Spencer Meyrick
- 1924 : Fools in the Dark : Julius Schwartz
- 1924 : The Fast Worker : Mr. Rodney
- 1924 : La Danseuse du Caire (A Cafe in Cairo) de Chester Withey : Kali : Tom Hays
- 1925 : Soft Shoes : Markham
- 1925 : Eve's Lover : Burton Gregg
- 1925 : Faut qu'ça gaze (California Straight Ahead) de Harry A. Pollard : Jeffrey Browne
- 1926 : Memory Lane (en) de John M. Stahl : Père de Mary
- 1926 : High Steppers : Major Iffield
- 1926 : Le Sosie du lord (en) (The Better Man) de Scott R. Dunlap : Phineas Ward
- 1926 : Collegiate : Mr. Steele
- 1927 : Her Father Said No : John Hamilton
- 1927 : California or Bust : President Holtwood
- 1927 : The Gay Old Bird : Oncle
- 1927 : God's Great Wilderness : Noah Goodheart
- 1927 : Wedding Bill$
- 1927 : By Whose Hand? : Claridge
- 1928 : Their Hour : Père de Peggy

#### Années 1930
- 1932 : L'Homme que j'ai tué (Broken Lullaby), d'Ernst Lubitsch

### Comme réalisateur
- 1915 : Love and Labor
- 1915 : What's in a Name?
- 1915 : Uncle Heck, by Heck!
- 1916 : A Charming Villain
- 1916 : Billy the Bandit
- 1917 : The Beauty Doctor
- 1917 : A Box of Tricks